# تسمية الاتحاد الدولي للكيمياء البحتة والتطبيقية

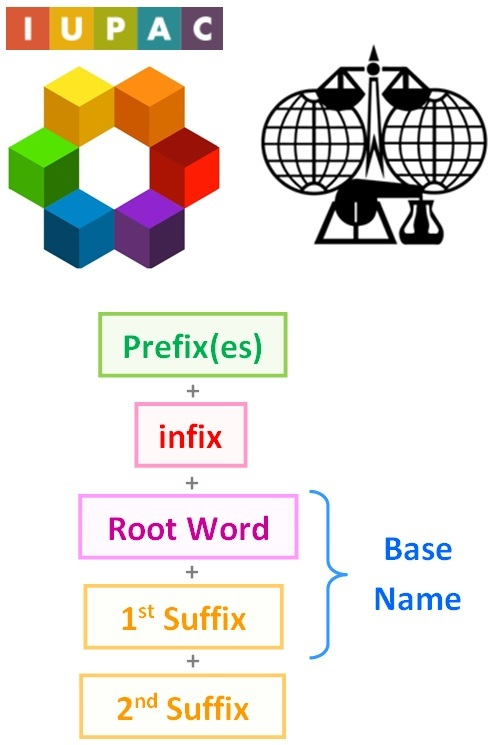
البنية الأساسية للأسماء الكيميائية حسب تسمية الاتحاد الدولي للكيمياء البحتة والتطبيقية

تسمية الاتحاد الدولي للكيمياء البحتة والتطبيقية (أيوباك) نظام معتمد من International Union of Pure and Applied Chemistry (IUPAC) في تسمية المركبات الكيميائية والتي تصف علم الكيمياء بشكل عام. وتم تطوير هذا النظام وتحديثه تحت رعاية الاتحاد الدولي للكيمياء البحتة والتطبيقية.
القاعدة المتبعة في تسمية المركبات العضوية واللاعضوية موجودة في منشورين يعرفان بالكتاب الأزرق والكتاب الأحمر على التوالي.
وهنالك مطبوعة ثالثة معروفة بالكتاب الأخضر، تصف توصيات استخدام رموز الكميات الفيزيائية (بالارتباط مع منظمة أيوباك) وهناك كتاب رابع، يسمى بالكتاب الذهبي، والذي يحوي تعريفات لعدد كبير من المصطلحات التقنية المستخدمة في الكيمياء. هنالك خلاصات وافية مشابهة تخص علم الكيمياء الحياتية (بالارتباط مع منظمة أيوباب)، الكيمياء التحليلية، والكيمياء الجزيئية. وقد تم إكمال هذه الكتب ببعض النصائح لبعض الظروف الخاصة والتي يتم نشرها من وقت لآخر في نشرة الكيمياء البحتة والتطبيقية.
هذه المقالة تتعامل مع نظام التسمية بشكل عام، وبشكل خاص الأهداف والتطور التاريخي. وهنالك مقالات أخرى منفصلة تتعامل مع تسمية المركبات العضوية وغير العضوية بشيء من التفصيل.

## الهدف من التسمية الكيميائية
إن الوظيفة الرئيسة للتسمية الكيميائية هي ضمان أنه إذا ما سمع شخص أو قرأ اسم مركب كيميائي، فلن تساوره أي شبهة أو شك حيال المركب الذي يرمز إليه ذلك الاسم، وكل اسم يجب أن يرمز لمركب واحد. ومن الملاحظ أنه ليس من المهم الحرص على أن يكون لكل مركب اسم واحد، ولكن عدد الأسماء المقبولة محدود.
ومن المفضل أن ينقل الاسم بعض المعلومات عن التركيب الكيمياء للمركب. رقم التسجيل CAS يشكل مثالاً صارخاً على الأسماء التي لا تؤدي هذه الوظيفة، فكل رقم يشير إلى مركب منفرد، ولكنه لا يحتوي على الإطلاق أي معلومات حول بنية المركب.
شكل التسمية الذي سيتم استخدامه يعتمد على الشعب الذي سيستخدم تلك التسمية، لذا فليس هنالك شكل صحيح واحد، ولكن هنالك أشكال مختلفة تتفاوت في ملائمتها للمركب في الظروف المختلفة.

## الأسس لتسمية المركبات بالنظام الأيوباك IUPAC
1- البحث عن أطول سلسلة (أي فيها عدد ذرات كربون أكثر)
2-نبدأ الترقيم من الجهة أقرب للتفرع.
3-نعين موقع كل مجموعة فرعية برقم ذرة الكربون المتصلة بها.
4- نفصل الأرقام عن المجاميع (اسم المجموعة) بشرطة ونفصل الأرقام بعضها عن بعض بفاصلة.
ويكون حسب الأرقام اللاتينية التي تعبر عن أطول سلسلة من ذرات الكربون والتي تكون المقطع الأول من اسم المركب العضوي.
والأرقام كالتالي:
Metha, 2-Etha, 3- Propa, 4- Buta, 5- penta, 6- Hexa, 7- Hepta, 8- Octa, 9- Nona, 10- Deca.
ممكن ان يكون هناك تفرعات كثيرة فتتغير قواعد التسمية قليلا،